# Igreja de Nossa Senhora do Bonsucesso
A Igreja de Nossa Senhora do Bonsucesso localiza-se no Centro da cidade do Rio de Janeiro, Brasil, no largo da Misericórdia, próxima à rua Santa Luzia e à praça Marechal Âncora. A igreja é derivada da antiga Capela da Irmandade da Misericórdia, estabelecida na cidade nos primórdios da colonização.

## História
A história da igreja remonta à construção da Capela da Misericórdia da cidade, em 1567. A igreja foi intregada para o complexo da Santa Casa da Misericórdia do Rio de Janeiro por volta de 1780. Nos inícios do século XIX, a fachada foi alterada e no interior, foi acrescentada uma cúpula. O altar principal e os laterais são de feição rococó.

## Arquitetura

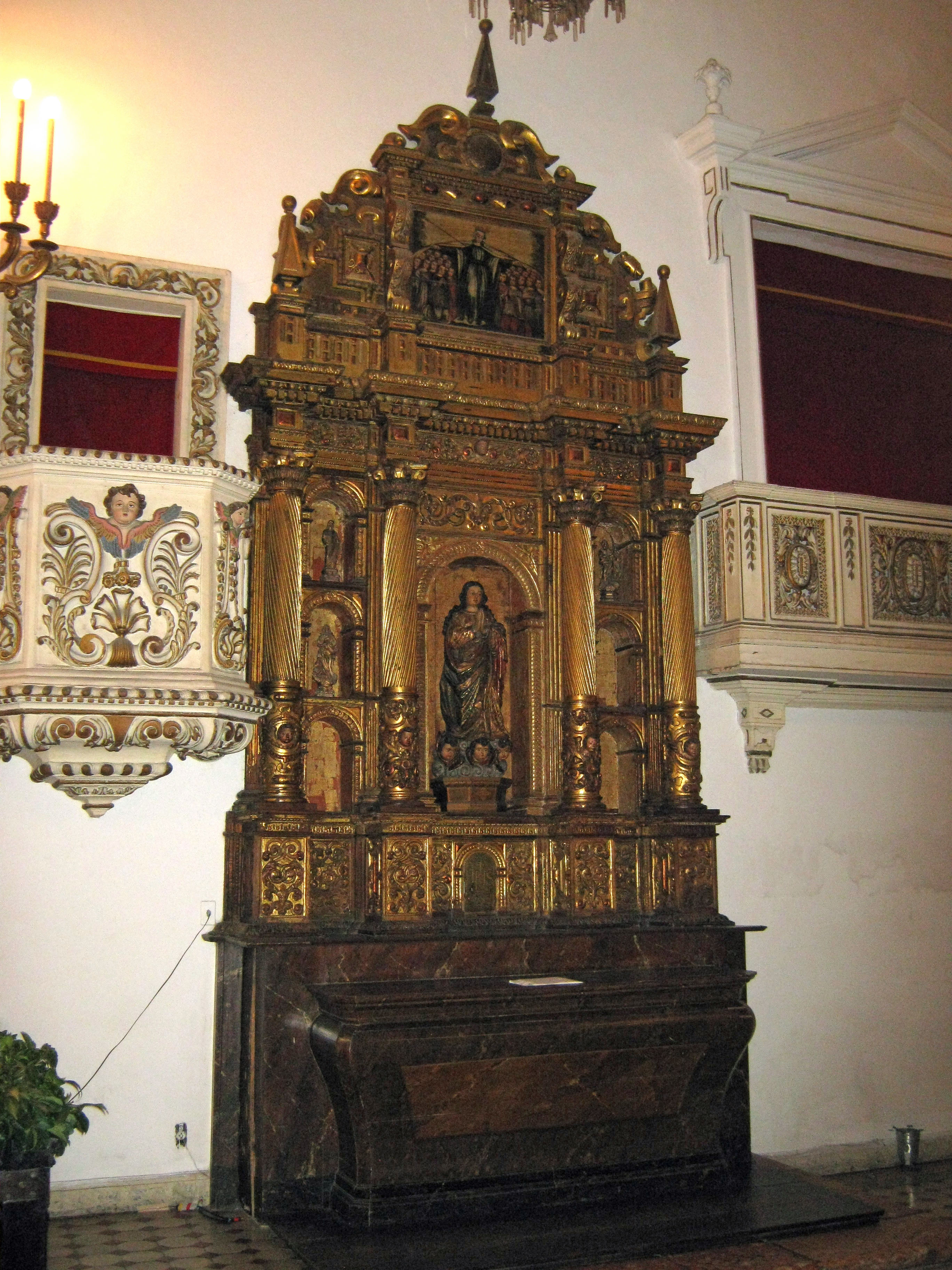
Altar maneirista do século XVI pertencentes ao antigo Colégio dos Jesuítas removido, em 1922, para o interior da Igreja.

A igreja contém três retábulos e o púlpito da demolida Igreja de Santo Inácio do Colégio dos Jesuítas do Morro do Castelo, localizada no Morro do Castelo. Estes elementos foram transferidos à Igreja do Bonsucesso após a demolição do morro, em 1922. Os retábulos são das maiores preciosidades artísticas do Rio de Janeiro: são os únicos da cidade e dos poucos do Brasil esculpidos em estilo maneirista, anteriores ao barroco, que se conservam.